# Steagles
Los Steagles fue el nombre para el equipo creado con la fusión temporal de dos equipos de la NFL, los Pittsburgh Steelers y los Philadelphia Eagles, durante la temporada 1943. Los equipos se vieron obligados a fusionarse porque ambos habían perdido muchos jugadores debido al servicio militar durante la Segunda Guerra Mundial. El libro oficial de registro de la liga se refiere al equipo como "Phil-Pitt Combine".  Sin embargo, el apodo más perdurable , y de manera no oficial, son los "Steagles,"  a pesar de no estar registrados con ese nombre por la NFL.

## Exhibiciones
| Semana | Fecha                            | Oponente          | Resultado | Registro | Lugar        | Asistencia |
| ------ | -------------------------------- | ----------------- | --------- | -------- | ------------ | ---------- |
| 1      | Domingo 11 de septiembre de 1943 | Green Bay Packers | D 28–10   | 0–1      | Forbes Field | 18.000     |
| 2      | Jueves 16 de septiembre de 1943  | Chicago Bears     | D 20–7    | 0–2      | Shibe Park   | 30.000     |

## Temporada regular
| Semana | Fecha                           | Oponente            | Resultado | Registro | Lugar            | Asistencia |
| ------ | ------------------------------- | ------------------- | --------- | -------- | ---------------- | ---------- |
| 1      | Sábado 2 de octubre de 1943     | Brooklyn Dodgers    | V 17–10   | 1–0      | Shibe Park       | 11.131     |
| 2      | Sábado 9 de octubre de 1943     | New York Giants     | V 28–14   | 2–0      | Shibe Park       | 15.340     |
| 3      | Domingo 17 de octubre de 1943   | Chicago Bears       | D 48–21   | 2–1      | Wrigley Field    | 21.744     |
| 4      | Domingo 24 de octubre de 1943   | New York Giants     | D 42–14   | 2–2      | Polo Grounds     | 42.681     |
| 5      | Domingo 31 de octubre de 1943   | Chicago Cardinals   | V 34–13   | 3–2      | Forbes Field     | 16.351     |
| 6      | Domingo 7 de noviembre de 1943  | Washington Redskins | E 14–14   | 3–2–1    | Shibe Park       | 32.694     |
| 7      | Domingo 14 de noviembre de 1943 | Brooklyn Dodgers    | D 13–7    | 3–3–1    | Ebbets Field     | 7.613      |
| 8      | Domingo 21 de noviembre de 1943 | Detroit Lions       | V 35–34   | 4–3–1    | Forbes Field     | 23.338     |
| 9      | Domingo 28 de noviembre de 1943 | Washington Redskins | V 27–14   | 5–3–1    | Griffith Stadium | 35.540     |
| 10     | Domingo 5 de diciembre de 1943  | Green Bay Packers   | D 38–28   | 5–4–1    | Shibe Park       | 34.294     |